# Dabney dos Santos
Dabney dos Santos Souza (Amsterdam, 12 marzo 1996) è un calciatore olandese di origini brasiliane, centrocampista del Câmpulung Muscel.

## Carriera

### Club

#### AZ Alkmaar
Cresciuto nel settore giovanile dell'AZ Alkmaar, debutta in prima squadra il 25 ottobre 2014 nel 2-2 contro il Groningen subentrando a Thom Haye al minuto 60. Segna i suoi primi gol il 6 dicembre in AZ-Go Ahead 2-0 e il 28 febbraio in AZ-Willem II 2-0 conquistandosi il posto da titolare

### Nazionale
Ha militato nell'Under-17, Under-18 e nell'Under-19.

## Statistiche

### Presenze e reti nei club
Statistiche aggiornate all'8 novembre 2015.
| Stagione          | Squadra           | Campionato        | Campionato | Campionato | Coppe nazionali | Coppe nazionali | Coppe nazionali | Coppe continentali | Coppe continentali | Coppe continentali | Altre coppe | Altre coppe | Altre coppe | Totale | Totale |
| Stagione          | Squadra           | Comp              | Pres       | Reti       | Comp            | Pres            | Reti            | Comp               | Pres               | Reti               | Comp        | Pres        | Reti        | Pres   | Reti   |
| ----------------- | ----------------- | ----------------- | ---------- | ---------- | --------------- | --------------- | --------------- | ------------------ | ------------------ | ------------------ | ----------- | ----------- | ----------- | ------ | ------ |
| 2014-2015         | AZ Alkmaar        | E                 | 23         | 2          | CO              | 1               | 0               |                    | -                  | -                  |             | -           | -           | 24     | 2      |
| 2015-2016         | AZ Alkmaar        | E                 | 11         | 0          | CO              | 2               | 0               | UEL                | 5                  | 0                  |             | -           | -           | 18     | 0      |
| Totale AZ Alkmaar | Totale AZ Alkmaar | Totale AZ Alkmaar | 34         | 2          |                 | 3               | 0               |                    | 5                  | 0                  |             | -           | -           | 42     | 2      |
| Totale carriera   | Totale carriera   | Totale carriera   | 34         | 2          |                 | 3               | 0               |                    | 5                  | 0                  |             | -           | -           | 42     | 2      |

## Palmarès

### Club

#### Competizioni nazionali
- Campionato moldavo: 1

Sheriff Tiraspol: 2020-2021